# Кравцов, Николай Петрович
Николай Петрович Кравцов (род. 13 мая 1942, Георгиевск, Орджоникидзевский край) — Заслуженный тренер России (спортивное ориентирование).
Спортивным ориентированием занимается с 1973 года.

## Биография
Родился в г. Георгиевске Ставропольского края, с детства имеет инвалидность 3 группы по слуху.
По окончании Пятигорской школы-интернат для глухих детей в 1959 году переехал в город Свердловск на постоянное место жительство, где начал свою трудовую деятельность токарем Турбомоторного завода города Свердловска. В первичной организации Свердловской областной организации глухих (ВОГ) активно принимал участие в различных спортивных соревнованиях. За его плечами немало многодневных пешеходных, вело и водных походов различной категории сложности.
С апреля 1962 года переехал в Красноярск, где работал: слесарем строительного управления Назаровской ГРЭС, токарем Красноярского завода комбайнов, токарем Арматурного завода им. В. И. Ленина, модельщиком Красноярского завода «Сибтяжмаш».
В октябре 1967 года вернулся в Свердловск. Работал обрубщиком на Уральском заводе тяжелого машиностроения им. С. Орджоникидзе, старшим инструктором-переводчиком Уральского ордена Трудового Красного Знамени завода «Уралэлектротяжмаш» им. В. И. Ленина, слесарем-сантехником МТЭТМ Уралмашзавода им. С. Орджоникидзе.
На общественных началах в 1973 году создал туристский клуб «Ритм», где организовывал спортивно-оздоровительные турпоходы для глухих и слабослышащих. Общественная деятельность переросла в основную работу с июня 1973 года по декабрь 1982 года стал работать тренером-преподавателем по туризму Дома культуры областного правления ВОГ. Одновременно проводил тренировки по ориентированию. Его спортсмены стали добиваться высоких результатов на соревнованиях по спортивному ориентированию, что позволило с 1985 года Николаю Петровичу войти в тренерский состав сборных команд СССР для подготовки к Всемирным играм глухих (ныне Сурдлимпийские игры), а с распадом СССР стать тренером сборной команды Российской Федерации.
С мая 1985 года по август 1987 года он старший инструктор-методист Дома культуры Свердловского областного правления ВОГ. С августа 1987 года воспитатель школы интернат № 89 (ныне школа-интернат № 11) города Екатеринбург. Глухие дети посещают занятия в секции спортивного ориентирования при школе. Сюда же приходят и взрослые ребята, выпускники школы и рабочие промышленных предприятий.
С февраля 1994 года он работает тренером-преподавателем по спортивному ориентированию МДЮСШ (ныне СДЮСШОР) № 19 «Детский стадион». Спортивное ориентирование в спорте глухих входит в программы чемпионатов Мира, Европы, Сурдлимпийских игр, что даёт дополнительный стимул для занятий этим видом спорта. За годы тренерской работы Николай Петрович воспитал целую плеяду спортсменов, которые прославляют Российский спорт на международной арене.
С 2014 года в городе Екатеринбурге открылась областная спортивная школа: ГАУ ДО СО «Детско-юношеская спортивно-адаптивная школа» (ныне ГАУ СО «САШ») и Николай Петрович со своими спортсменами перешел под крыло школы.

## Воспитанники
Его воспитанники являются победителями и призерами Сурдлимпийских игр, чемпионатов Мира, Европы и России:
- змс Елена Филиппова
- змс Дмитрий Знаменщиков
- змс Виктор Дингес, победитель Летних Сурдлимпийских игр 2017[6],[7],[8],[9]
- змс Ирина Лапикус (Шелепова)
- змс Никита Асоян

## Награды
- Почетное звание «Заслуженный тренер России».
- Почетное звание «Заслуженный работник физической культуры Российской Федерации» (2007[10]).
- Медаль «80 лет Госкомспорту России»,
- Отличник «Всероссийское общество глухих»
- Почетный член «ВОГ».
- Почетный член «Федерации спортивного ориентирования России»[11].
- Диплом «50 лет Федерации спортивного ориентирования России».